# Dolerus puncticollis
Dolerus puncticollis é uma espécie de insetos himenópteros, mais especificamente de moscas-serra pertencente à família Tenthredinidae.
A autoridade científica da espécie é C. G. Thomson, tendo sido descrita no ano de 1871.
Trata-se de uma espécie presente no território português.